# Miguel Zaragoza Fernández
Miguel Zaragoza Fernández (Iecla, 22 de setembre de 1957) és un polític valencià, alcalde de Santa Pola i diputat a les Corts Valencianes en la VIII legislatura.

## Biografia
El 1979 es diplomà en infermeria. Militant del Partido Popular, en les eleccions municipals espanyoles de 2003 assolí ser escollit alcalde de Santa Pola per majoria absoluta, que va repetir a les eleccions municipals espanyoles de 2007 i 2011. Ha estat acusat de mala gestió i de malgastar els cabals públics contractant assessors en excés. De 2011 a 2013 ha estat diputat de la Diputació d'Alacant.
En 2013 va substituir en el seu escó Antonio Ángel Hurtado Roca, elegit diputat a les eleccions a les Corts Valencianes de 2011. Ha estat vicepresident de la Comissió d'Indústria i Comerç, Turisme i Noves Tecnologies de les Corts Valencianes.
Tot i que a les eleccions municipals espanyoles de 2015 el PP fou la força més votada a Santa Pola, fou desplaçat de l'alcaldia per una coalició del PSPV, Compromís, Sí se Puede Santa Pola, EUPV i dos regidors de Ciutadans que li donaren l'alcaldia a la socialista Yolanda Seva.